# Pan Twardowski (film, 1936)
Pour plus de détails, voir Fiche technique et Distribution.
Pan Twardowski est un film polonais réalisé par Henryk Szaro, sorti en 1936.

## Synopsis
Pan Twardowski conclut un pacte avec le diable pour gagner l'amour d'une femme...

## Fiche technique
- Titre : Pan Twardowski
- Titre original : Pan Twardowski
- Réalisation : Henryk Szaro
- Scénario : Anatol Stern,
Wacław Gąsiorowski
- Musique : Jan Maklakiewicz
- Photographie : Seweryn Steinwurzel,
Peter Hurst
- Montage :
- Costumes :
- Société de production :
- Pays d'origine :  Pologne
- Format :
- Genre :
- Durée : 85 minutes (1 h 25)
- Date de sortie : 
  - Pologne : 27 février 1936

## Distribution
- Józef Kondrat
- Franciszek Brodniewicz : Twardowski
- Stanisław Sielański
- Ludwik Sempoliński
- Stefan Jaracz : Maître Maciej
- Jan Kurnakowicz : Maciek
- Józef Węgrzyn : Sigismond II de Pologne
- Zofia Lindorfówna : Barbara Radziwiłł
- Maria Malicka : mère de Twardowski
- Mieczysława Ćwiklińska : tante de Neta
- Maria Bogda : Kasia
- Elżbieta Barszczewska : Madame Twardowska (Neta)
- Kazimierz Junosza-Stępowski : le diable
- Michał Znicz
- Henryk Małkowski